# Конча-Заспа (заказник)
Конча-Заспа — ландшафтний заказник місцевого значення. Об'єкт розташований на території Голосіївського району Києва, о. Жуків, південь Голосіївського району.
Площа — 579,7 га, статус отриманий у 2020 році.
Жуків острів розташований поблизу правого берега Дніпра і відділений від нього вузькою протокою - річкою Коник. Ця місцевість насичена рослинами та тваринами, які занесені до Червоної книги України, Зеленої книги України та охороняються Додатком 1 до Резолюції N 4 Бернської конвенції та Оселищною Директивою Європейського Союзу.

## Історія створення
Ландшафтний заказник місцевого значення "Конча-Заспа" розташований на південних околицях Києва, у Голосіївському районі. Його історія охоплює як природоохоронні ініціативи, так і конфлікти щодо використання земель цієї території.
Перші спроби створення природоохоронних об'єктів на цій території розпочалися ще в 1930-х роках, коли тут діяв заповідник. Однак із перенесенням столиці УРСР до Києва в 1934 році заповідник був ліквідований на користь створення урядових дач. Протягом десятиліть частина цієї місцевості використовувалася для потреб високопосадовців, що ускладнювало доступ та захист природи.
У 1997 році почалася нова хвиля природоохоронних ініціатив: на березі озера Конча був заснований заказник. Він є однією з небагатьох територій, де зберігся праліс, з дубами віком до 500 років. Цей статус територія зберегла в тому числі завдяки обмеженому доступу через урядові об’єкти та охоронні споруди, що випадково сприяло її збереженню.
Більш інтенсивний розвиток природно-заповідної мережі Києва продовжився у 2000-х роках, що включало створення нових заказників та природоохоронних зон у столиці. Втім, історія Конча-Заспи досі пов'язана з боротьбою за баланс між охороною природи та впливом інфраструктурних інтересів.